# Ronde van Frankrijk 2014/Derde etappe
De derde etappe van de Ronde van Frankrijk 2014 werd verreden op maandag 7 juli 2014 en ging van Cambridge naar de Britse hoofdstad Londen over een afstand van 155 km.

## Parcours
Het was een vlakke rit zonder beklimmingen. De etappe had een tussensprint op 108 km in Epping Forest.

## Verloop
Direct nadat Tour-directeur Christian Prudhomme met de startvlag had gezwaaid, sprongen Jean-Marc Bideau en Jan Bárta weg en de Fransman en de Tsjech namen snel afstand.
De ploegen van geletruidrager Vincenzo Nibali (Astana) en de sprinters Marcel Kittel (Giant-Shimano) en André Greipel (Lotto-Belisol) bepaalden het tempo in het peloton, dat daardoor de achterstand binnen de perken hield. 
Bárta en Bideau bereikten snel (na zo'n 35 kilometer) hun maximale voorsprong van 4.30, waarna de achterstand gehalveerd werd door het peloton en de marge lang rond de twee minuten schommelde.
Bryan Coquard toonde zich in Epping Forest, op 47 kilometer van de finish, ook bij de derde tussensprint van deze Tour de snelste van het pak. De koplopers hadden daar nog ruim een minuut voorsprong. In het pak kwam onder anderen Andy Schleck ten val, maar hij zat snel weer op de fiets.
Met nog acht kilometer voor de boeg werd de eerste van de vluchters opgeslokt. Bárta spartelde nog even tegen, maar niet veel later moest hij ook zijn hoop op de dagzege laten varen.
In de finale was het licht gaan regenen, wat de wegen glad maakte. De Giant-ploeg nam in de sprint de regie in handen en Marcel Kittel maakte het karwei voorbeeldig af. Peter Sagan (tweede) en Mark Renshaw (derde) waren kansloos. Danny van Poppel sprintte naar de zesde plaats.

### Tussensprint
| Tussensprint Epping Forest na 108 km |                   |        |
| Plaats                               | Naam              | Punten |
| Winnaar                              | Jean-Marc Bideau  | 20     |
| 2                                    | Jan Bárta         | 17     |
| 3                                    | Bryan Coquard     | 15     |
| 4                                    | Peter Sagan       | 13     |
| 5                                    | Elia Viviani      | 11     |
| 6                                    | Arnaud Démare     | 10     |
| 7                                    | Greg Van Avermaet | 9      |
| 8                                    | Alexandre Pichot  | 8      |
| 9                                    | Fabio Sabatini    | 7      |
| 10                                   | Kévin Reza        | 6      |
| 11                                   | Maciej Bodnar     | 5      |
| 12                                   | Giovanni Visconti | 4      |
| 13                                   | Daniele Bennati   | 3      |
| 14                                   | Sérgio Paulinho   | 2      |
| 15                                   | Jérémy Roy        | 1      |

## Uitslagen
| Rituitslag Cambridge - Londen (155 km) |                    |                              |          |
| Plaats                                 | Naam               | Ploeg                        | Tijd     |
| Winnaar                                | Marcel Kittel      | Giant-Shimano                | 3u38'30" |
| 2                                      | Peter Sagan        | Cannondale                   | z.t.     |
| 3                                      | Mark Renshaw       | Omega Pharma-Quick-Step      | z.t.     |
| 4                                      | Bryan Coquard      | Europcar                     | z.t.     |
| 5                                      | Alexander Kristoff | Katjoesja                    | z.t.     |
| 6                                      | Danny van Poppel   | Trek Factory Racing          | z.t.     |
| 7                                      | Heinrich Haussler  | IAM Cycling                  | z.t.     |
| 8                                      | José Joaquín Rojas | Movistar                     | z.t.     |
| 9                                      | Romain Feillu      | Bretagne-Séché Environnement | z.t.     |
| 10                                     | Daniel Oss         | BMC Racing Team              | z.t.     |
|                                        |                    |                              |          |
| 18                                     | Greg Van Avermaet  | BMC Racing Team              | z.t.     |

| Strijdlustigste renner |           |               |
|                        | Naam      | Ploeg         |
|                        | Jan Bárta | NetApp-Endura |

## Klassementen
| Algemeen Klassement |                       |                         |           |
| Plaats              | Naam                  | Ploeg                   | Tijd      |
| Gele trui           | Vincenzo Nibali       | Astana                  | 13u31'13" |
| 2                   | Peter Sagan           | Cannondale              | + 2"      |
| 3                   | Michael Albasini      | Orica-GreenEdge         | z.t.      |
| 4                   | Greg Van Avermaet     | BMC Racing Team         | z.t.      |
| 5                   | Chris Froome          | Sky ProCycling          | z.t.      |
| 6                   | Bauke Mollema         | Belkin Pro Cycling Team | z.t.      |
| 7                   | Alberto Contador      | Tinkoff-Saxo            | z.t.      |
| 8                   | Alejandro Valverde    | Movistar                | z.t.      |
| 9                   | Jurgen Van den Broeck | Lotto-Belisol           | z.t.      |
| 10                  | Romain Bardet         | AG2R La Mondiale        | z.t.      |

| Ploegenklassement |                     |           |
| Plaats            | Ploeg               | Tijd      |
|                   | Sky ProCycling      | 40u33'45" |
| 2                 | Astana Pro Team     | + 12"     |
| 3                 | BMC Racing Team     | + 14"     |
| 4                 | Team NetApp-Endura  | + 47"     |
| 5                 | Trek Factory Racing | z.t.      |

## Nevenklassementen
| Puntenklassement |                   |                     |        |
| Plaats           | Naam              | Ploeg               | Punten |
| Groene trui      | Peter Sagan       | Cannondale          | 117    |
| 2                | Marcel Kittel     | Giant-Shimano       | 90     |
| 3                | Bryan Coquard     | Europcar            | 88     |
|                  |                   |                     |        |
| 5                | Greg Van Avermaet | BMC Racing Team     | 40     |
| 17               | Danny van Poppel  | Trek Factory Racing | 20     |

| Bergklassement |                   |                     |        |
| Plaats         | Naam              | Ploeg               | Punten |
| Bolletjestrui  | Cyril Lemoine     | Cofidis             | 6      |
| 2              | Blel Kadri        | AG2R La Mondiale    | 5      |
| 3              | Jens Voigt        | Trek Factory Racing | 4      |
|                |                   |                     |        |
| 6              | Tom-Jelte Slagter | Garmin Sharp        | 2      |

| Jongerenklassement |                    |                         |           |
| Plaats             | Naam               | Ploeg                   | Tijd      |
| Witte trui         | Peter Sagan        | Cannondale              | 13u31'15" |
| 2                  | Romain Bardet      | AG2R La Mondiale        | z.t.      |
| 3                  | Michał Kwiatkowski | Omega Pharma-Quick-Step | z.t.      |
|                    |                    |                         |           |
| 5                  | Tom Dumoulin       | Giant-Shimano           | + 14"     |